# Aschbach, Bas-Rhin

Aschbach este o comună în departamentul Bas-Rhin, Franța. În 1 ianuarie 2022 avea o populație de 633 de locuitori.